# Кере, Махамаду
Махамаду (Махамуду) Кере (фр. Mahamadou (Mahamoudou) Kéré; род. 2 января 1982 или 1 февраля 1982, Уагадугу) — буркинийский футболист, центральный защитник и опорный полузащитник.

## Биография
Махамаду Кере родился 2 января 1982 года в верхневольтском городе Уагадугу (сейчас в Буркина-Фасо).
Играл в футбол на позициях центрального защитника и опорного полузащитника. На молодёжном уровне выступал за буркинийский «Сантос» из Уагадугу. В 1997—1998 годах играл за главную команду клуба в чемпионате Буркина-Фасо, провёл 24 матча, забил 3 гола.
В 1999 году перебрался в бельгийский «Шарлеруа», за который выступал в течение 11 лет, проведя 299 матчей в чемпионате страны и забив 7 мячей.
В 2010 году продолжил карьеру в Турции. Два года провёл в «Коньяспоре», в составе которого сыграл 33 матча, забил 2 гола. В сезоне-2012/13 играл в «Самсунспоре» (24 матча, 4 мяча).
В 2013 году на сезон вернулся в Бельгию, где провёл два последних в карьере в сезоне во втором эшелоне. В сезоне-2013/14 сыграл 28 поединков за «Брюссель», забил 1 мяч, в сезоне-2014/15 на его счету 20 матчей и 1 гол в составе «Монса».
В 2000—2012 годах провёл 50 матчей за сборную Буркина-Фасо, забил 2 мяча. Дебютным стал матч Кубка африканских наций 25 января 2000 года в Кано против сборной Сенегала (1:3), который Кере отыграл полностью. 
Участвовал ещё в трёх Кубках африканских наций — в 2004 году в Тунисе, в 2010 году в Анголе и в 2012 году в Габоне и Экваториальной Гвинее.